# Tropidion intermedium
Tropidion intermedium är en skalbaggsart som först beskrevs av Martins 1962.  Tropidion intermedium ingår i släktet Tropidion och familjen långhorningar. Inga underarter finns listade i Catalogue of Life.